# Amenhotep II
Amenhotep II (hay Amenophis II, có nghĩa là "Thần Amun hài lòng") là vị pharaon thứ bảy của Vương triều thứ 18 của Ai Cập. Amenhotep thừa hưởng vương quốc rộng lớn từ vua cha Thutmosis III, và giữ nó bằng việc tiến hành những chiến dịch quân sự ở Syria, tuy vậy, ông tiến hành chiến tranh ít hơn cha của mình, và thời gian ông trị vì cho thấy một giai đoạn đình chiến có hiệu quả giữa Ai Cập và Mitanni, vương quốc lớn đang tranh giành quyền lực ở Syria. Thời gian cai trị của ông thường được xem là từ 1427 đến 1400 TCN.

## Gia đình
Amenhotep II là con trai của vua Thutmose III và với một người vợ bé: Merytre-Hatshepsut. Tuy nhiên, ông không phải là con trai cả của vị pharaon này; người anh trai Amenemhat, con trai của chính cung hoàng hậu Satiah, mới là người ban đầu được dự định là người thừa kế ngai vàng, Amenemhat đã được gọi là "con trai trưởng của đức vua" và là người trông nom đàn gia súc của Amun vào năm thứ 24 dưới vương triều của Thutmose. Tuy nhiên, từ giữa năm 24 và 35 của Thutmose III, cả nữ hoàng Satiah và hoàng tử Amenemhat đều đã qua đời, điều đó đã thúc đẩy vị pharaon này kết hôn với Merytre-Hatshepsut vốn không mang dòng máu hoàng gia. Bà đã sinh cho Thutmose III một số người con trong đó có vị vua tương lai Amenhotep II. Amenhotep II đã được sinh ra và lớn lên tại thành Memphis ở phía bắc, thay vì ở Thebes, vốn là kinh đô truyền thống. Khi là một hoàng tử, ông đã giám sát công việc giao gỗ cho xưởng đóng tàu của Peru-nūfe ở Memphis, và được phong chức Setem, đại tư tế tối cao của toàn bộ Hạ Ai Cập.
Amenhotep lên ngôi vào ngày đầu tiên tháng thứ tư của Akhet, nhưng cha ông lại qua đời vào ngày thứ ba mươi tháng thứ ba của Peret. Nếu một hoàng thái tử Ai Cập đã tuyên bố trở thành vua nhưng không lên ngôi sau ngày vua cha qua đời, điều đó có nghĩa rằng ông đã từng đồng trị vì dưới vương triều của vua cha. Một giai đoạn đồng trị vì của Thutmose III và Amenhotep II được cho là đã kéo dài trong hai năm và bốn tháng.

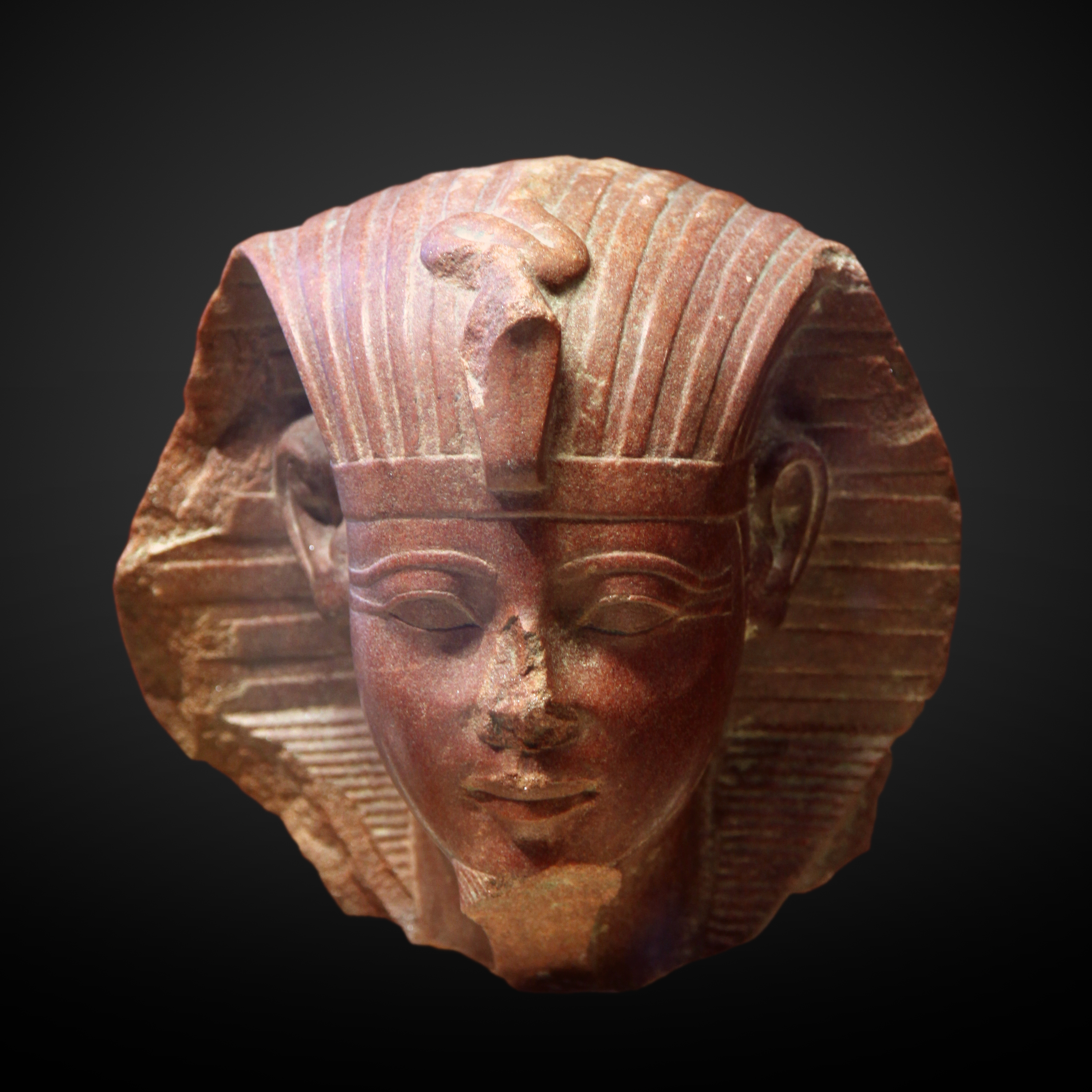
Đầu nhân sư của vua Amenhotep II, Musée du Louvre.

Khi mới lên ngôi, Amenhotep II đã 18 tuổi theo một dòng chữ từ tấm bia nhân sư tuyệt vời của ông:
"Ngay lúc này đây hoàng thượng xuất hiện như là một vị vua trẻ tài giỏi sau khi ngài đã trở nên "cẩn trọng", và đã hoàn tất mười tám năm với sức mạnh và bản lĩnh của mình."
Sau khi trở thành pharaon, Amenhotep kết hôn với một người phụ nữ có xuất thân không chắc chắn tên là Tiaa. Ông được cho là có mười người con trai và một con gái. Người con trai đáng chú ý nhất của Amenhotep là Thutmose IV, vị vua kế vị ông; Những người con khác của ông là các hoàng tử Amenhotep, Webensenu, Amenemopet, và Nedjem đều được chứng thực rõ ràng, và còn Amenemhat, Khaemwaset, Aakheperure cũng như một người con gái, Iaret.
Cuộn giấy Papyrus B.M. 10.056, có niên đại vào khoảng sau năm thứ mười của Amenhotep II, đề cập đến người con trai và setem của nhà vua - tư tế Amenhotep. Amenhotep này cũng có thể được chứng thực trên một tấm bia đến từ đền thờ Amenhotep II tại Giza. Tuy nhiên tên của tấm bia đã bị tẩy xóa thế nên không thể xác định được danh tính. Tấm bia B này có thể thuộc về một người con khác, Webensenu. Tên của Webensenu còn được chứng thực trên một bức tượng của viên kiến trúc sư trưởng, Minmose, và chiếc bình chứa nội tạng cùng một bức tượng an táng của ông ta đã được tìm thấy trong lăng mộ của Amenhotep II. Một tấm bia Giza, bia C, đã ghi lại tên của một hoàng tử Amenemopet. Bức tượng mà có tên của Webensenu trên đó cũng ghi tên của hoàng tử Nedjem.
Không có ghi chép nào khác về các con trai của nhà vua vào thời kỳ này có thể hoặc không thể là con trai của Amenhotep II. Hai bức tranh tường từ Sahel đề cập đến con trai của nhà vua và chủ nhân của trại ngựa có tên Khaemwaset, nhưng tên của vị vua cha lại không được biết đến. Một nhân vật với tên Amenemhet đã được ghi lại đằng sau một hoàng tử Amenhotep trong ngôi bộ Theban 64, giả sử nếu Amenhotep này thực sự là con trai của nhà vua trong BM 10.056, Amenemhat cũng sẽ là con trai của Amenhotep II.. Ngoài ra, một hoàng tử Aakheperure khác được nhắc tới trong một tranh tường Konosso cùng một hoàng tử Amenhotep, và nếu một lần nữa giả định rằng Amenhotep này cũng là người được nói đêns trong BM 10.056, Aakheperure cũng sẽ là con trai của Amenhotep II. Tuy nhiên, trong cả hai trường hợp, nhân vật Amenhotep được nhắc đến này nhiều khả năng có thể là vua Amenhotep III, và khiến cho hai hoàng tử kia sẽ là con trai của Thutmose IV. Ngoài những người con trai, Amenhotep II có thể đã có một người con gái tên là Iaret, nhưng bà có thể cũng là con gái của Thutmose IV.
Hai người con trai đã được cho là con của Amenhotep II trong quá khứ, tuy nhiên họ đã được chứng minh là có xuất thân khác. Một Usersatet, "con vua của Kush," (tức là phó vương của Nubia) là con trai của Amenhotep II, cũng như một người khác tên là Re, tuy nhiên cả hai hiện được biết là không có liên quan gì đến hoàng gia.

## Niên đại và độ dài triều dại
Thời điểm Amenhotep lên ngôi có thể xác định được mà không gặp nhiều khó khăn nhờ vào số lượng niên đại âm lịch dưới vương triều của cha ông, Thutmose III. Thời điểm Thutmose lên ngôi là vào năm 1504 hoặc 1479 TCN. Và sau khi vương triều kéo dài 54 năm của Thutmose kết thúc, đó là lúc Amenhotep lên ngôi. Amenhotep đã có một giai đoạn đồng cai trị với người cha trong hai năm và bốn tháng trước khi chính thức kế vị, do đó thời điểm lên ngôi của ông là vào năm 1427 TCN theo bảng niên đại thấp, hoặc năm 1454 trước Công nguyên theo bảng niên đại cao. Độ dài vương triều của ông được xác định bởi một bình rượu có mang prenomen của nhà vua được tìm thấy trong ngôi đền tang lễ của Amenhotep II tại Thebes; và trên đó có ghi niên đại của vị vua này cao nhất được biết là năm thứ 26 cùng danh sách tên của người cung cấp rượu cho pharaon, Panehsy. Có giả thuyết cho rằng ông đã cai trị tới 35 năm. Theo niên đại này, ông trị vì từ năm 1454 đến 1419. Tuy nhiên, có những vấn đề mà lý thuyết này phải đối mặt mà không thể được giải thích được Trong đó, Amenhotep chắc chắn sẽ phải qua đời khi ông 52 tuổi, nhưng một phân tích X quang xác ướp của ông đã cho thấy ông đã khoảng 40 khi qua đời. Theo đó, Amenhotep II thường xác định là có một Vương triều 26 năm và đã trị vì từ năm 1427-1401 trước Công nguyên.

## Chiến dịch

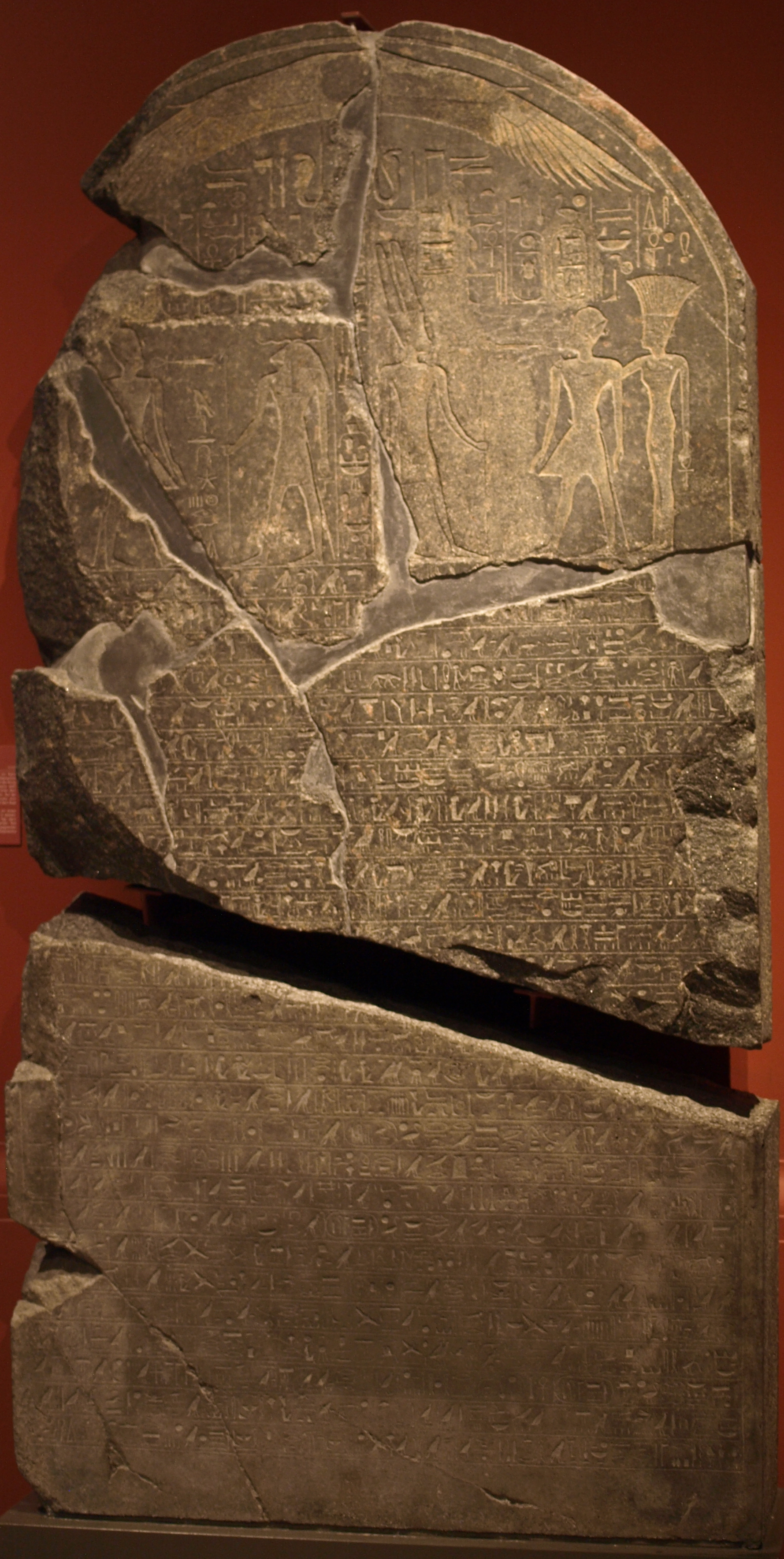
Phù điêu đá, nguồn gốc từ Elephantine và hiện nay trưng bày ở bảo tàng Kunsthistorisches, Vienna, ghi lại chiến dịch thành công của Amenhotep II ở Syria, và dâng tặng chiến lợi phẩm cùng tù binh cho đền thờ Khnum.

Chiến dịch đầu tiên của Amenhotep đã diễn ra vào năm cai trị thứ ba của ông. Nó được ghi lại rằng các pharaon đã bị tấn công bởi đạo quân Qatna trong khi đang vượt qua con sông Orontes, nhưng ông đã giành được chiến thắng và đoạt được vô số chiến lợi phẩm, trong đó thậm chí có cả trang bị của một lính chiến xa Mitanni. Nhà vua còn nổi tiếng với sức mạnh của ông và ông được cho là đã tự tay hạ sát 7 hoàng tử nổi loạn tại Kadesh, kết thúc thành công chiến dịch Syria lần thứ nhất của mình.. Sau chiến dịch này, nhà vua ra lệnh cho treo ngược thi thể của 7 vị hoàng tử lên trên mũi thuyền của mình. Sau khi về đến Thebes, tất cả các hoàng tử này chỉ trừ một người đều bị treo lên trên các bức tường thành của thành phố. Người còn lại bị đem đến vùng đất Nubia vốn hay nổi dậy và bị treo lên trên tường thành của Napata, như một ví dụ về hậu quả của việc nổi dậy chống lại pharaon và để đe dọa bất cứ địch thủ Nubia nào của chính quyền Ai Cập tại đó. Amenhotep đã gọi chiến dịch này là chiến dịch đầu tiên của ông trong một bia đá từ Amada, tuy nhiên ông cũng gọi nó là chiến dịch thứ hai đầu tiên của ông và gây ra một số nhầm lẫn. Giải thích phổ biến nhất cho điều này, mặc dù không được chấp nhận, rằng chiến dịch đầu tiên của ông được tiến hành trước khi vua cha qua đời và vì vậy là trước khi ông trở thành vị vua duy nhất của Ai Cập, và ông coi chiến dịch thứ hai của ông là đầu tiên, vì nó là lần đầu tiên ông tiến hành một mình.
Vào tháng 4 năm thứ 7 của mình, Amenhotep đã phải đối mặt với một cuộc nổi dậy lớn ở Syria gây ra bởi các chư hầu của Naharin và ông đã phái quân đội của mình tới Levant để dập tắt nó. Cuộc nổi loạn này có thể là do sự xúi giục từ người Mitanni, đối thủ chính ở vùng Cận Đông của Ai Cập. Tấm bia ghi công chiến thắng của ông được khắc sau khi chiến dịch kết thúc cho thấy không có trận đánh lớn nào sảy ra. Có thể chiến dịch này tương tự như một trong những cuộc kinh lý Syria mà người cha ông đã tiến hành, và ông chỉ tiến đánh các đơn vị đồn trú nhỏ và buộc các thành phố phải thề trung thành với ông, những lời thề ngay lập tức bị phá vỡ sau khi ông rút đi. Ngoài ra có một khoảng thời gian 2 tuần đã bị bỏ qua ở trên tấm bia đá này khi mà Amenhotep tiến đến gần Mitanni, do đó có thể là do quân đội của ông đã bị đánh bại trong chiến dịch này. Chiến dịch cuối cùng của Amenhotep đã diễn ra vào năm thứ chín của ông, tuy nhiên dường như ông đã không tiến xa hơn về phía bắc so với biển Galilee. Theo danh sách chiến lợi phẩm của chiến dịch này, Amenhotep đã bắt 101.128 nô lệ, đó là rõ ràng là một con số phóng đại. Có lẽ bản danh sách này đã tính lại cả số nô lệ từ chiến dịch năm thứ 7, chẳng hạn như 15.070 công dân của Nukhash, bởi vì Amenhotep đã không tiến hành bất cứ chiến dịch nào gần Nukhash trong chiến dịch năm thứ 9 của ông. Tuy nhiên, thậm chí tính lại cả số này, con số này vẫn còn quá cao so với thực tế, và có lẽ chỉ là sự phóng đại.
Sau chiến dịch diễn ra vào năm thứ chín của Amenhotep, quân đội Ai Cập và Mitanni không bao giờ giao chiến với nhau một lần nữa, và hai vương quốc dường như đã đạt được một sự hòa bình nhất định. Các ghi chép của Amenhotep cho biết rằng các vị vua Babylon, Hittie, và Mitanni đã phải cầu hòa và cống nạp cho ông kể từ sau năm thứ chín, mặc dù điều này nghe có vẻ hoang đường. Tuy nhiên, một đoạn văn thứ hai xuất hiện trên các bức tường của Karnak, nói rằng hoàng tử của Mitanni đã tới cầu hòa với Amenhotep, và điều này không thể dễ dàng được giải thích theo cách như vậy. Với việc người Hittite đang dần nổi lên như một thế lực hùng mạnh, đã khiến cho Mitanni cuối cùng phải tìm kiếm một đồng minh, và chắc chắn đã có một dạng hiệp ước nào đó giữa Ai Cập và Mitanni dưới vương triều vị vua kế vị của Amenhotep, nhưng có thể là nó đã được thiết lập sau khi chiến dịch của Amenhotep kết thúc, để cố gắng ngăn chặn bất kỳ chiến dịch nào khác mà gây ra sự lưu đày hàng loạt. Bất chấp việc không chắc chắn về thời điểm đã diễn ra điều này, một nền hòa bình chính thức đã được duy trì giữa Amenhotep với vua của Mitanni. Sau đó, Amenhotep đã tập trung vào các vấn đề trong nước, với một ngoại lệ có thể. Một nhà nguyệm của vị phó vương Nubia dưới thời Amenhotep cho thấy Amenhotep đang nhận được cống nạp sau một chiến dịch Nubia, nhưng vẫn chưa xác định được thời điểm sảy ra.

## Công trình xây dựng
Bởi vì Thutmose III đã dành quá nhiều sức lực cho việc mở rộng Karnak, các công trình xây dựng của Amenhotep phần lớn đều tập trung vào việc mở rộng các ngôi đền nhỏ trên khắp Ai Cập. Ở đồng bằng châu thổ, viên quản đốc các công trình của cha ông, Minmose, được chứng thực từ một dòng chữ ở Tura là đã giám sát xây dựng nhiều ngôi đền khác. Ở thượng Ai Cập, nhiều nhà nguyện nhỏ đã được chứng thực tại Medamud, el-Tod, và Armant. Karnak mặc dù không nhận được sự chú ý dưới vương triều của ông, nó cũng không hoàn toàn bị lãng quên. Ông đã ra lệnh dựng một cây cột đứng ở sân trong giữa tháp môn thứ tư và thứ năm để kỷ niệm việc nhận được cống nạp từ Mitanni. Ở Nubia, Amenhotep đã cho xây dựng tại Qasr Ibrim và Semna, và ra lệnh tiến hành trang trí ngôi đền tại Kalabsha. Tuy nhiên, ngôi đền Nubia nổi tiếng nhất của ông là tại Amada. Thutmose III đã bắt đầu xây dựng một đền thờ mà về mặt kỹ thuật là dành riêng cho thần Horus ở đó, mặc dù sự hiện diện của Re-Harakhti và Amun-Re có thể được quan sát một cách dễ dàng. Amenhotep đã hoàn thành nó và đặt ở đó tấm bia đá ghi lại chiến dịch diễn ra vào năm thứ ba của ông, mà là cho đến tận năm 1942 vẫn là nguồn thông tin chính về các cuộc chiến tranh của Amenhotep.

### Lăng mộ
Xác ướp của Amenhotep được Victor Loret phát hiện vào tháng 3 năm 1898 trong ngôi mộ KV35 tại Thung lũng các vị vua bên trong chiếc quách ban đầu của ông. Ngôi đền tang lễ của ông xây dựng ngay rìa khu vực trồng trọt nằm gần khu nghĩa địa Thebes, gần với khu đền thờ Ramesseum được xây dựng sau này, nhưng nó đã bị phá hủy vào thời cổ đại. Ngôi mộ KV35 của Amenhotep II còn là nơi chôn giấu nhiều xác ướp các pharaon thời Tân Vương Quốc bao gồm Thutmose IV, Seti II, Ramesses III, Ramesses IV, và Ramesses VI. Họ đã được Đại tư tế Amun Pinedjem II tái chôn cất trong ngôi mộ của Amenhotep II trong suốt vương triều của Siamun, để bảo vệ khỏi bàn tay của bọn cướp mộ.